# Sara Hernández
Sara Hernández Barroso (Madrid, 3 de noviembre de 1976) es una abogada y política española del Partido Socialista Obrero Español. Desde junio de 2015 es alcaldesa de Getafe y portavoz del Grupo Municipal Socialista además de Secretaria general del PSOE en Getafe. El 26 de julio de 2015 fue elegida Secretaria General del Partido Socialista Obrero Español de la Comunidad de Madrid, cargo que ostentó hasta septiembre de 2017.

## Biografía
Nació en Madrid en 1976 y se trasladó a Getafe en 1984, cuando tenía 8 años. Desde entonces reside en este municipio, en la actualidad en el barrio de El Bercial. Sus padres eran trabajadores que emigraron desde Castilla y León a la ciudad.
Se licenció en Derecho y realizó el máster de Comunicación Institucional y Política en la Universidad Carlos III compaginando sus estudios con trabajos en un supermercado y un cine.
Al terminar la carrera durante varios años trabajó como abogada laboralista en varios bufetes situación que le llevó, cuenta en su biografía, a dar el salto a la política en defensa de los derechos de los trabajadores y las políticas públicas.

### Trayectoria política e institucional
Desde sus años de estudiante ha sido activista de la izquierda democrática. Se define como feminista y socialista. Empezó a militar en el PSOE en el 2002.
En el año 2003 participó por primera vez en las elecciones municipales en la lista del PSOE para el Ayuntamiento de Getafe que lideraba Pedro Castro. Como concejal del partido en el gobierno municipal asumió la responsabilidad de Relaciones Institucionales. En 2007 fue de nuevo candidata y ocupó el segundo puesto de la lista. El PSOE revalidó el triunfo y en este periodo asumió el cargo de Primera Teniente de Alcalde y concejal de Presidencia, Mujer e Igualdad y Seguridad Ciudadana además de la portavocía y coordinación del Grupo Municipal Socialista. También en 2011 fue candidata, esta vez en el puesto número seis de la lista del PSOE. Ganó el PP y Hernández pasó a ser concejal en la oposición. 
En noviembre de 2011 ocupó el puesto 17 de la candidatura del PSOE por Madrid en las elecciones generales.
En abril de 2012 sustituyó a Pedro Castro al frente de la secretaría general de la Agrupación Socialista de Getafe tras obtener el 55% de los votos en un proceso electoral interno en el que concurrieron otras dos candidaturas y que contó con la participación del 77% de los afiliados al PSOE.
El julio de 2014 fue elegida delegada por la Comunidad de Madrid para el Congreso Extraordinario del PSOE en la lista encabeza por Pedro Sánchez y Tomás Gómez.
En octubre de 2014 fue designada candidata a la alcaldía en las elecciones municipales de 2015.
En febrero de 2015 pasó a formar parte como vocal de la comisión gestora en el proceso de transición del Partido Socialista de Madrid tras la destitución de Tomás Gómez como secretario general.
En mayo de 2015 encabezó la lista socialista para elecciones municipales de 2015 en Getafe y el 13 de junio de 2015 fue elegida alcaldesa con los votos a favor de PSOE, "Ahora Getafe" e "Izquierda Unida", desbancando a la candidatura más votada, el PP liderado por Juan Soler-Espiauba, y convirtiéndose en la primera alcaldesa en la historia de Getafe. 
El 26 de julio de 2015 fue elegida Secretaria General del Partido Socialista Obrero Español de la Comunidad de Madrid -nueva denominación del PSM- con el 57,7% de los votos frente a la candidatura del diputado regional Juan Segovia que obtuvo un 42,3%, en unas primarias marcadas por la baja participación (42,6%). La nueva líder del PSOE-M abogó por consultar de forma obligatoria a la militancia sobre temas "sensibles y relevantes" como la política fiscal o el modelo de desarrollo de la región.

## Cargos desempeñados
- Concejala del Ayuntamiento de Getafe (desde 2003).
- Primera teniente de alcalde de Getafe (2007-2011).
- Portavoz del Grupo Socialista en el Ayuntamiento de Getafe (2007-2011, 2014-2015).
- Concejala de Presidencia, Mujer e Igualdad y Seguridad Ciudadana de Getafe (2007-2011).
- Secretaria General del PSOE de Getafe (desde 2012).
- Alcaldesa de Getafe (desde junio de 2015)
- Secretaria General del PSOE-M (julio de 2015-septiembre de 2017)